# Генерал-чотар

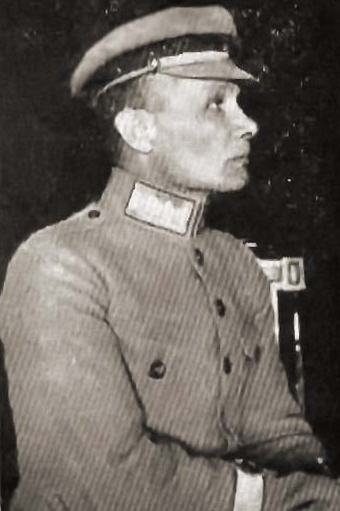
Віктор Курманович у однострої генерал-чотара УГА (1919)

Генера́л-четар — військове звання генеральського складу Української Галицької армії 1919–1920 роках. Найнижче генеральське звання, еквівалентне званню генерал-хорунжий (Українська республіка) чи генеральний хорунжий (Українська Держава), відповідає званню генерал-майор в сучасних Збройних силах України.

## Військове звання Української Галицької армії (1919—1920)
Генерал-четар – військове звання генеральної старшини (генералітет) Української Галицької Армії, регулярної армії Західно-Української Народної Республіки (ЗУНР). Вище за рангом ніж полковник, але нижче за генерал-поручника, найнижче генеральське звання в УГА.
Знаки розрізнення в УГА були введені Державним секретаріатом військових справ (ДСВС) Західної області УНР 22 квітня 1919 року і уявляли собою комбінацію стрічок на рукавах однострою та «зубчатки» на комірах. Генерал-четар мав за знаки розрізнення одну широку срібну стрічку з булавами на кінці. Генерали (генеральна старшина) мали срібну зубчатку, на прямокутному золотому підкладі (72х34 мм) .
| Нижче за рангом: Полковник | УГА Генерал-чотар | Вище за рангом: Генерал-поручник |